# Elaphoglossum obtusatum
Elaphoglossum obtusatum är en träjonväxtart som först beskrevs av Carm., och fick sitt nu gällande namn av Carl Frederik Albert Christensen. Elaphoglossum obtusatum ingår i släktet Elaphoglossum och familjen Dryopteridaceae. Inga underarter finns listade.